# Базалети
Базалети (груз. ბაზალეთის ტბა) — высокогорное озеро в Грузии, в 40 километрах от Тбилиси и в 5 километрах от Душети.
Площадь озера составляет 1,22 км², максимальная глубина — 7 м. Высота над уровнем моря — 879 м.
Вокруг озера существовал средневековый город, и по сей день окружённый легендами. В 1626 году возле озера произошла Базалетская битва.
В советское время использовалось как объект рыболовства, здесь разводили сазана, рябушку и мурцу.
На сегодняшний день озеро представляет собой популярный курорт.
Известно, что у озера есть исток, но он до сих пор не найден. Среди местного населения популярна история об утонувшем в озере быке, которого нашли в колодце одной из деревень, окружающих озеро.
Само происхождение озера тоже имеет свою легенду — согласно ей, златокудрый юноша лежит в золотой люльке в центре озера, а само озеро произошло от слёз его матери.
Озеру посвящено стихотворение Ильи Чавчавадзе «Базалетское озеро».